# Sliema

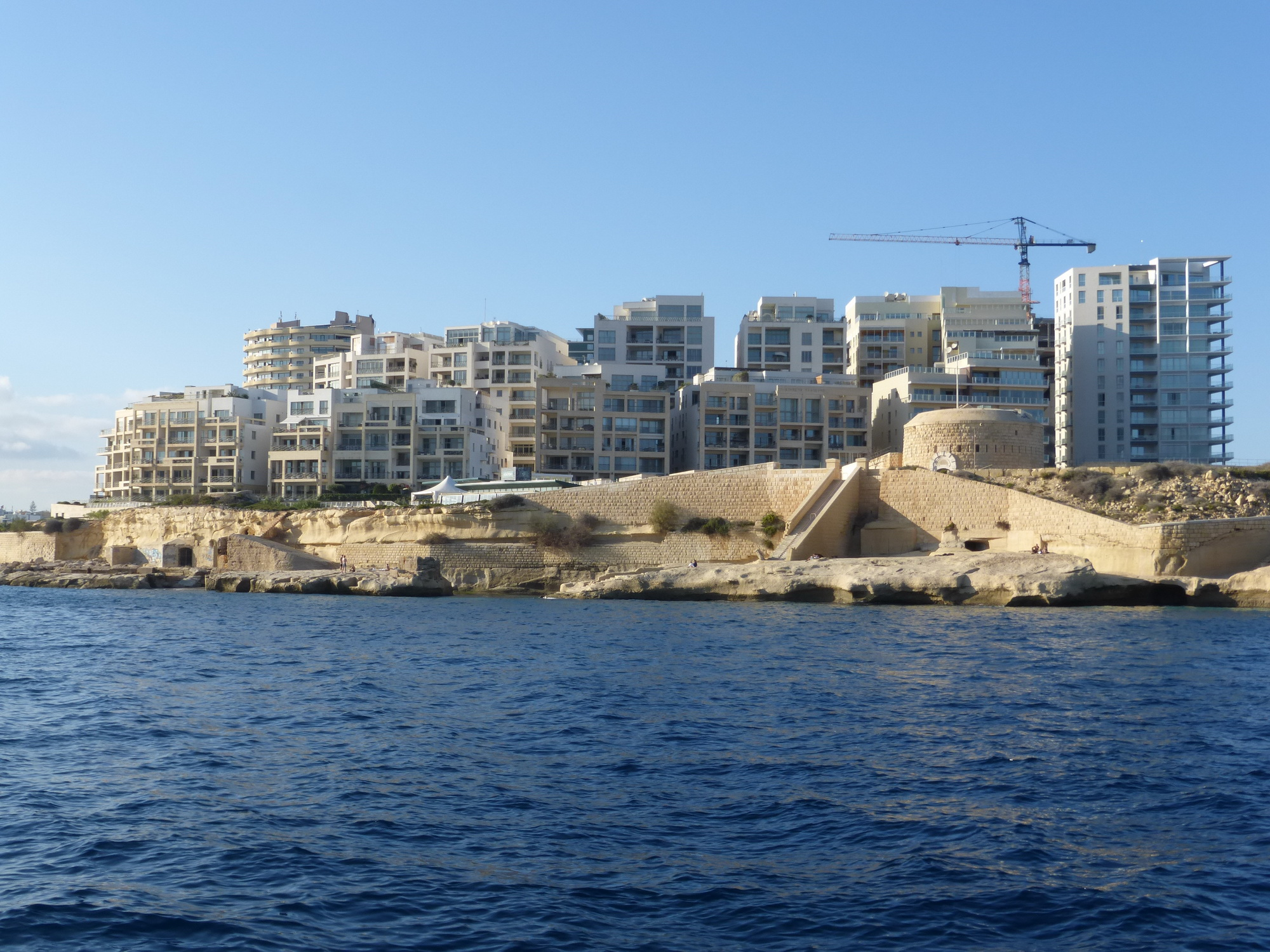
Sliema und (im Vordergrund) Fort Tigné

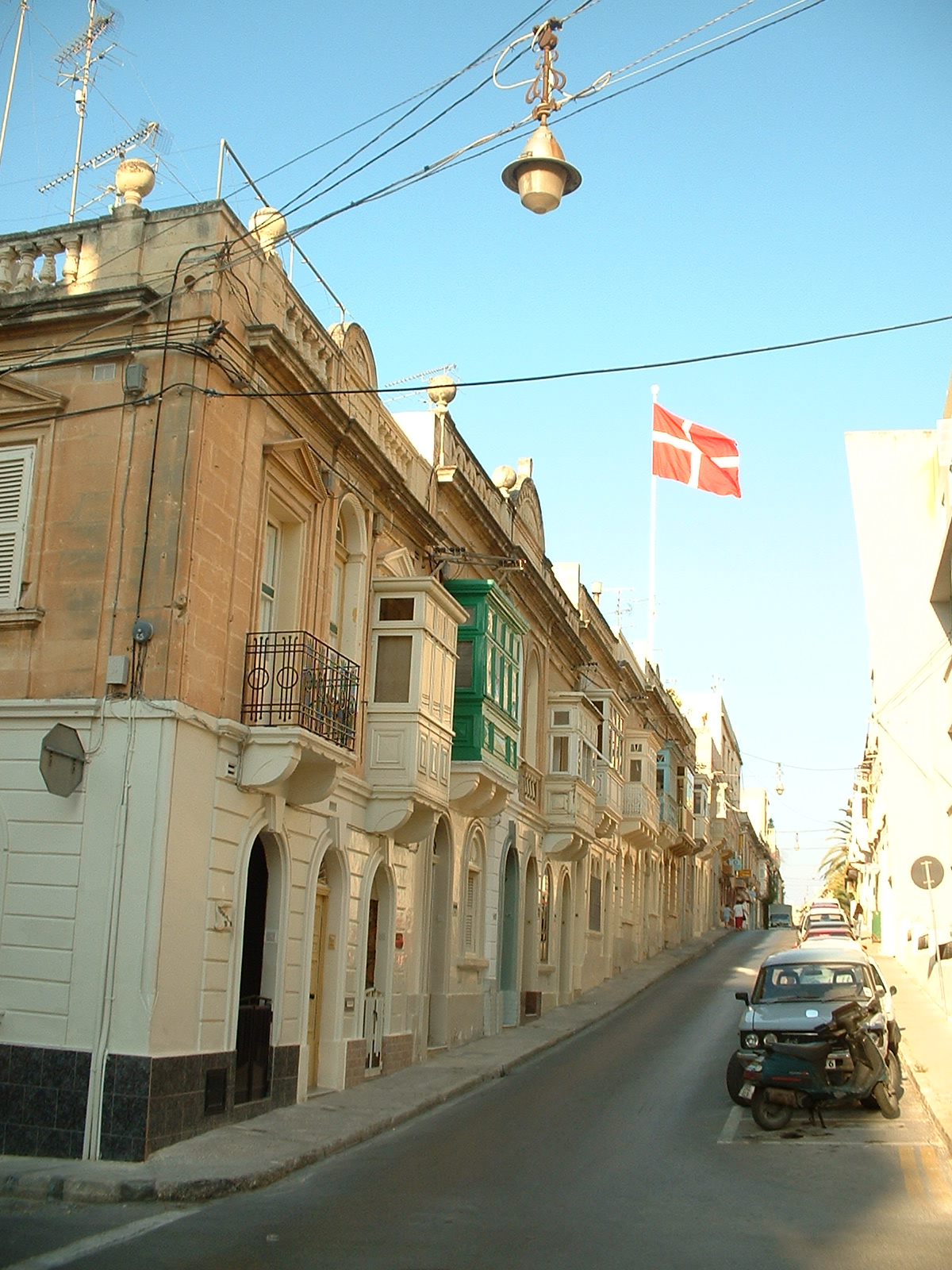
Straßenszene mit verzierten Balkonen im Stadtinneren

Sliema (maltesisch Tas-Sliema) ist eine Stadt an der Nordostküste der Insel Malta. Sliema, was „Frieden“ bedeutet, war einst ein sehr ruhiger Fischerort auf einer Halbinsel gegenüber von Valletta. Heute sind Sliema und das küstenaufwärts gelegene St. Julian’s Maltas wichtigste Urlaubsorte am Meer, vor allem für Sprachreisende und wegen des milden Winterklimas auch für ältere Touristen.
An der Küste stehen fünf militärische Anlagen: der St Julian’s Tower aus dem 17. Jahrhundert, Fort Sliema aus der Zeit um 1880, die Cambridge Battery, die Garden Battery und Fort Tigné von 1760, gegenüber von Fort St Elmo. Vom Hafen fahren zahlreiche Ausflugsschiffe sowie eine Fähre nach Valletta ab.

## Der Einfluss der Briten
In Sliema wird vorrangig Englisch gesprochen, was es von allen anderen Dörfern und Städten Maltas unterscheidet. Der Gebrauch von Englisch sprang letztendlich auch auf die benachbarten Städte Swieqi und St. Julian’s ebenso wie auf gehobenere Gegenden wie Attard und Balzan über. In Sliema gibt es eine beachtliche Anzahl von Straßen, die nach britischen Gouverneuren oder Orten benannt sind, wie z. B. Norfolk Street, Prince of Wales Road (die sogar von Prinz Albert persönlich eingeweiht wurde, als er die Insel besuchte), Graham Street, Milner Street, Fort Cambridge und viele andere.

## Politik
Die Bürger von Sliema waren – im Blick auf die Bedeutung des Tourismus für ihre Stadt – die auf Malta wohl stärksten Befürworter des Beitritts ihres Staates zur Europäischen Union 2004. Vermutlich vornehmlich deshalb erhielt die konservative Partit Nazzjonalista (PN) bei den Parlamentswahlen 2003 in Sliema 75 % der Wählerstimmen. Sie ist ohnehin die traditionell stärkste Partei in Sliema. Bei den Kommunalwahlen 2019 stimmten 71 % der Wähler für die PN.

## Geschichte
Bei der großen Belagerung im Jahr 1565 war il-Qortin – so hieß Sliema damals – ein Zeltlager für die türkischen Truppen von Dragut. Er ließ an der Stelle, wo heute das Fort Tigne steht, eine Geschützbatterie aufstellen, um von hier aus Fort St Elmo unter Kreuzfeuer zu nehmen. Mitunter wird der Platz immer noch als Dragut’s Point bezeichnet.
Sliema hat seinen Namen möglicherweise von einer Kapelle der Heiligen Jungfrau, die als Leuchtfeuer und Orientierungspunkt die Fischer vorbei am Fort Tigné, das vom Malteserorden im späten 18. Jahrhundert errichtet und später von den Briten erweitert wurde, in den Hafen geleitete. Der Name könnte demnach aus dem Gebet „Gegrüßet seist du, Maria“ (maltesisch Sliem Għalik Marija, gesprochen „Sliem a Maria“) abstammen.
Im frühen 20. Jahrhundert begann sich die Stadt schnell zu einer Sommerresidenz für die wohlhabenden Schichten des nahen Valletta zu entwickeln. Deren elegante Villen und Stadthäuser säumen noch heute die ruhigen, landeinwärts führenden Straßen. Am nördlichen Ende der Stadt befand sich das Arbeiterviertel, bekannt als The Lazy Corner, auf Deutsch etwa Die träge Ecke, das seinen Namen offensichtlich einer Kneipe zu verdanken hatte, in der Einheimische wie britische Soldaten verkehrten und die auch heute noch steht, obgleich sich die Einrichtung aufgrund neuer Bauentwicklungen verändert hat. Verschiedene viktorianische Gebäude zierten damals eine drei Kilometer lange Promenade, von der man eine schöne Sicht auf wilde Felsen, Farmen und sogar einen kleinen sandigen Strand hatte. Die Farm wurde 1990 aufgegeben und in einen Küstengarten, bekannt als Ġnien Indipendenza (Garten der Unabhängigkeit), verwandelt. Die viktorianischen Gebäude wurden abgerissen und durch vielstöckige Luxusappartementblocks ersetzt. Einige Häuser stehen allerdings noch in den engen Straßen von Sliema und haben so die Entwicklung hin zur Moderne überlebt. Das Vorgebirge von Sliema bietet Blicke über Valletta und, zur anderen Seite, auf die offene See. Die Strandpromenade, die für einige Kilometer von Gżira im Süden Sliemas bis St Julian’s verläuft, ist ideal für Spaziergänger und Jogger. Es gibt ausreichend Sitzgelegenheiten und so wird die Meeresfront an lauen Sommernächsten ein geschäftiger Treffpunkt für Einheimische.

## Bevölkerung und berühmte Einwohner
Sliemas Bevölkerung liegt heute (Stand 31. Dezember 2020) bei 24.412 Menschen. Bis vor 30 Jahren war es mit 26.000 Einwohnern noch die bevölkerungsreichste Stadt in Malta, doch aufgrund seiner hohen Grundstückspreise sind viele, vor allem junge Menschen, den Preisen nicht mehr gewachsen und müssen die Stadt verlassen. Ein Teil derjenigen, die die Stadt verlassen haben, ließen sich im benachbarten Gżira, Birkirkara und in Swieqi nieder, das zusammen mit St. Julian’s als Sliemas Stadtrand betrachtet wird. In neuerer Zeit profitiert die Stadt von Personen ausländischer Staatsangehörigkeit, die einen Teil des Jahres in Sliema verbringen.
Die Stadt war außerdem Wohnort des ehemaligen Premierministers Ġorġ Borg Olivier und Geburtsort des ehemaligen Premierministers und Oppositionsführers Alfred Sant. Sliema beherbergte darüber hinaus vorübergehend einen der führenden Denker um die Wende zum 20. Jahrhundert, Manwel Dimech. Die Lower Prince of Wales Road wurde inzwischen zu seinen Ehren umbenannt.

## Kirchen
Sliema hat eine Reihe von Kirchen wie die Jesus von Nazareth gewidmete In-Nazzarenu oder die dem Herzen der Heiligen Jungfrau geweihte Sacro Cuor, welche die älteste Pfarrkirche Sliemas ist. Des Weiteren stehen hier die Kapelle Mount Carmel und eine dem Patrozinium Gregor I. geweihte Kirche.

## Sport
Der bekannteste Sportverein der Stadt heißt Sliema Wanderers. Die Wanderers gewannen bereits 26-mal die maltesische Fußballmeisterschaft (zuletzt 2005) und sind damit (gemeinsam mit dem FC Floriana) Rekordmeister des Inselstaates.

## Bilder
- Ein Spaziergang durch Sliema (1998)

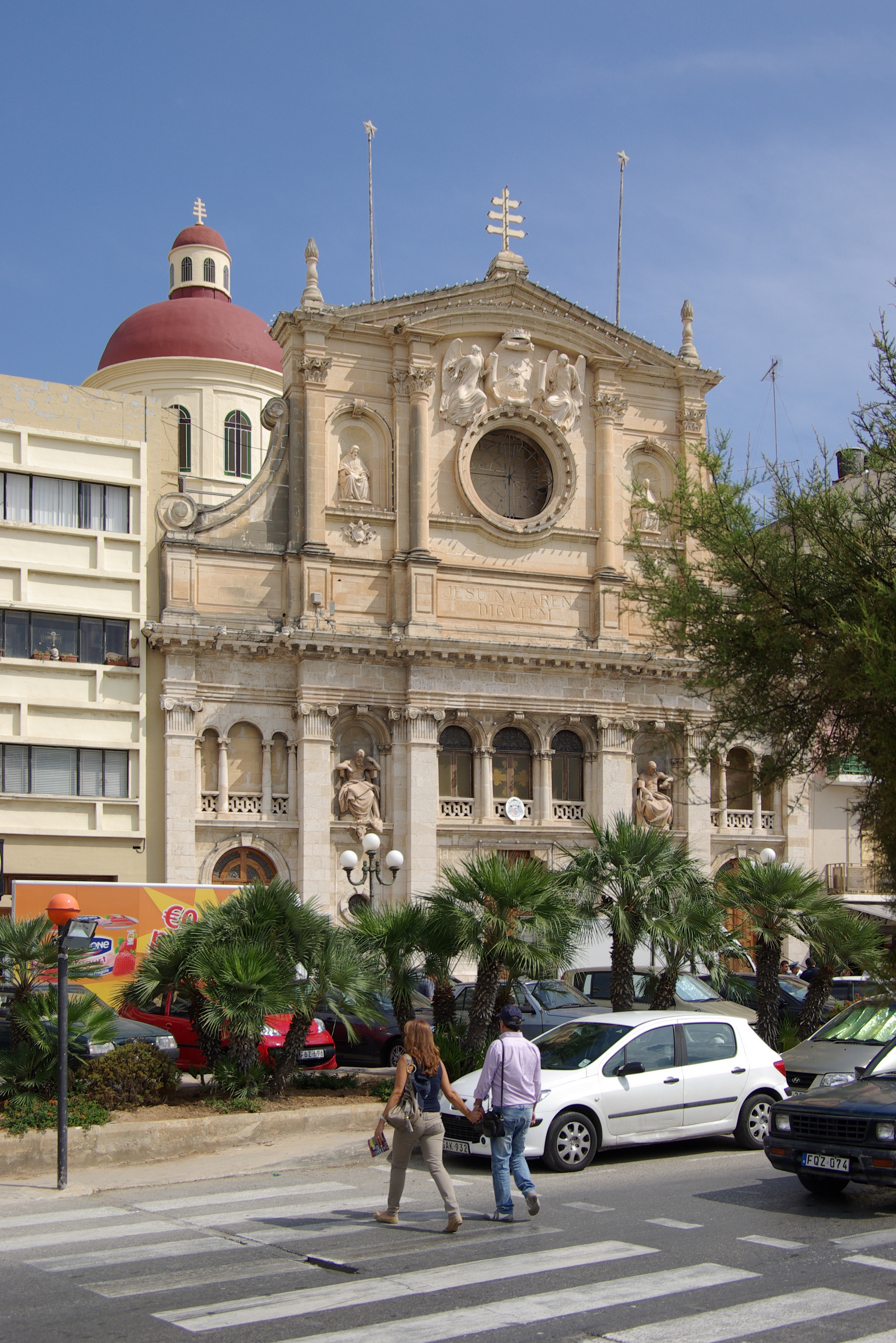
Kirche Jesus von Nazareth
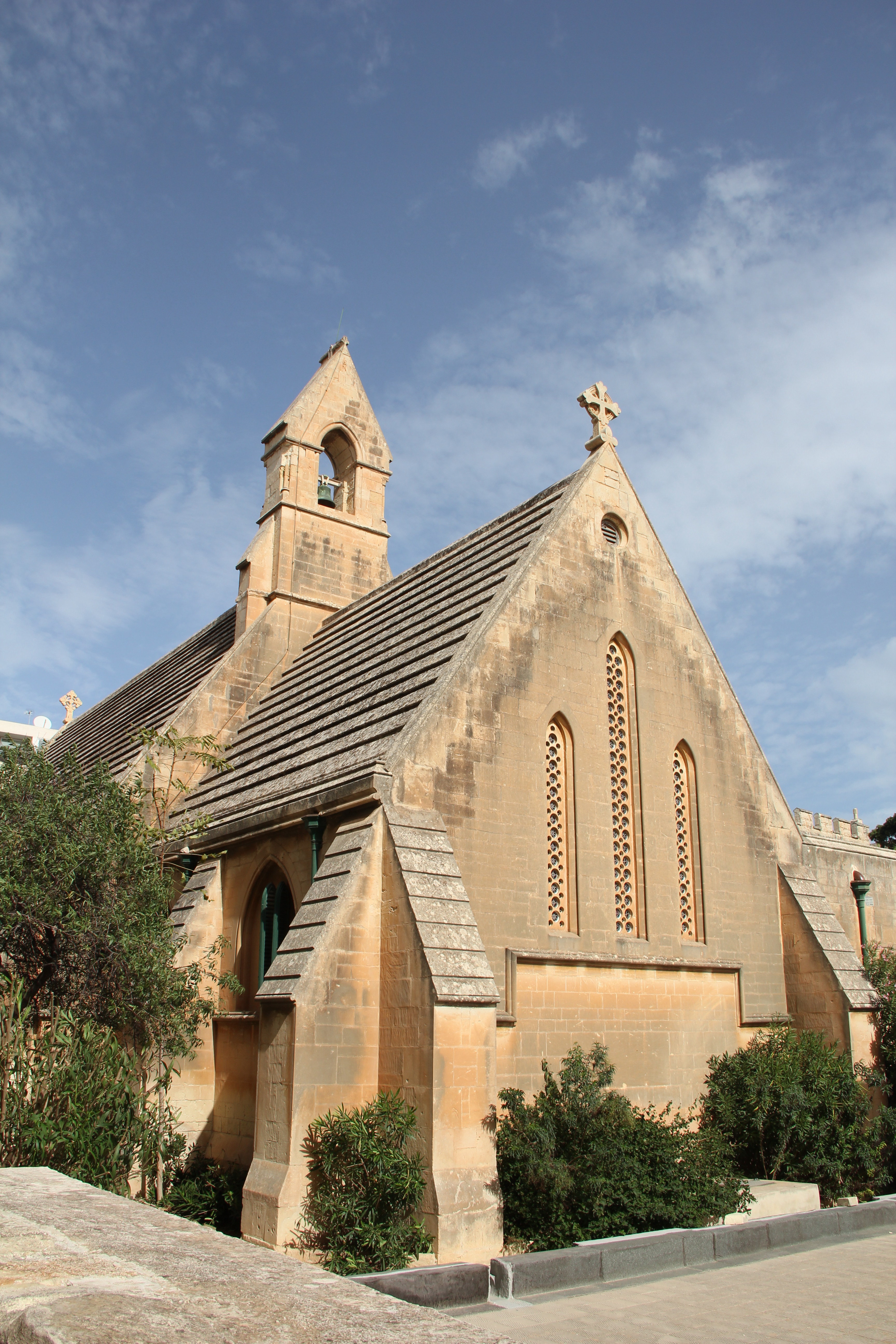
Anglikanische Holy Trinity Church in Sliema
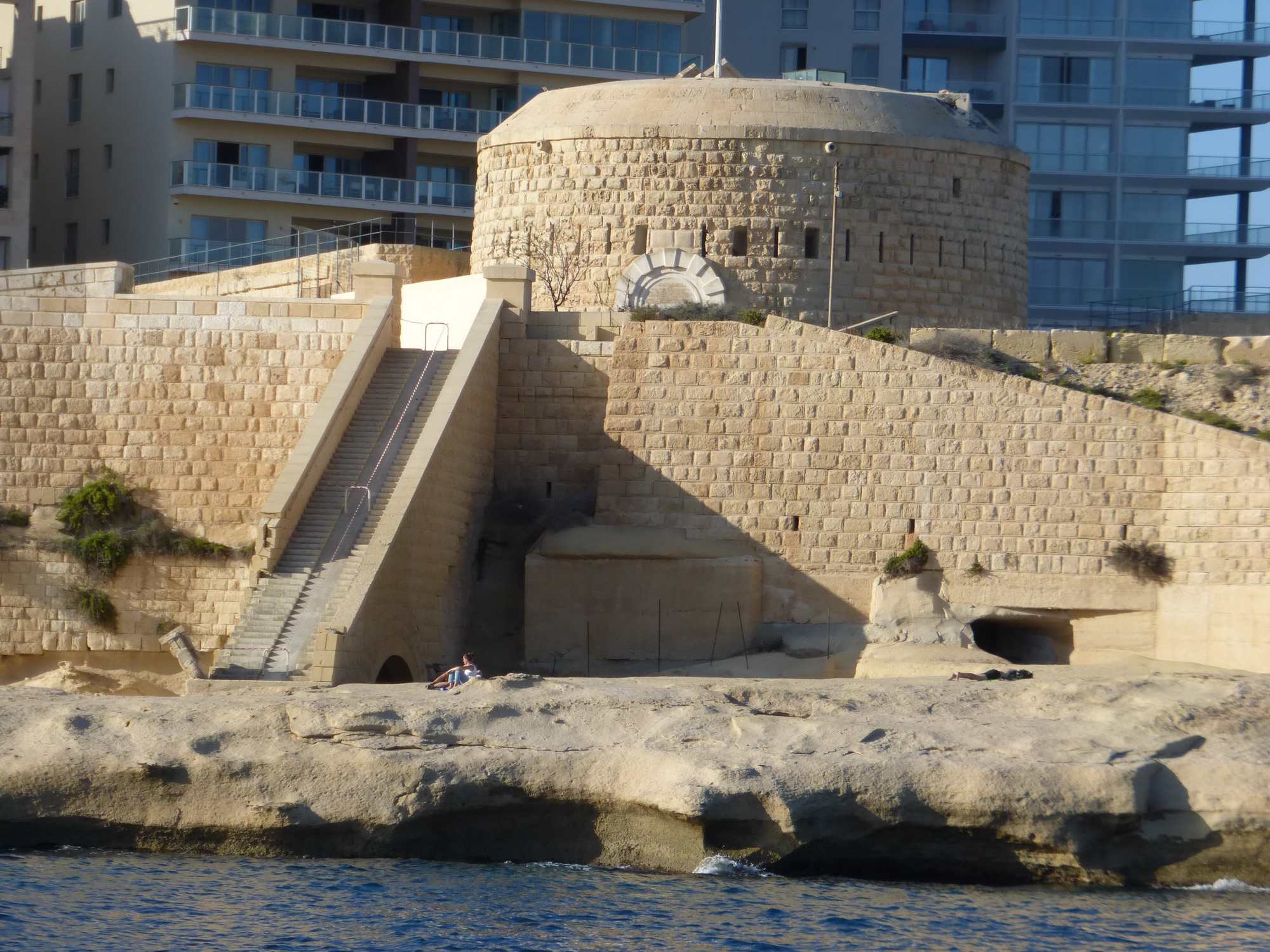
Fort Tigné

## In Sliema geboren
- Percy Alexander MacMahon (1854–1929), britischer Mathematiker
- George Joseph Caruana (1882–1951), römisch-katholischer Bischof von Puerto Rico und Diplomat des Heiligen Stuhls
- Freddie Debono (* 1944), Fußballspieler
- Christopher Dowling (1944–2022), Schwimmer und Wasserballspieler
- Alex Sceberras Trigona (* 1950), Politiker (Malta Labour Party)
- Peter Hitchens (* 1951), britischer Journalist und Autor
- Marc Storace (* 1951), Rocksänger und Songwriter
- Madeleine Collinson (1952–2014), Schauspielerin und Model
- Mary Collinson (1952–2021), maltesisch-britisches Model und Schauspielerin
- Vincent De Gaetano (* 1952), Jurist
- John Attard-Montalto (* 1953), Politiker (Malta Labour Party)
- David Attard (* 1953), Jurist und Experte im Bereich des Seevölkerrechts
- Sandro Overend Rigillo (* 1959), Ordensgeistlicher, Apostolischer Vikar von Benghazi
- Joseph Spiteri (* 1959), römisch-katholischer Erzbischof und Diplomat des Heiligen Stuhls
- Simon Tortell (1959–2012), Fußballspieler
- Peter Baldacchino (* 1960), römisch-katholischer Bischof von Las Cruces
- Eugène Buttigieg (* 1961), Jurist
- John Buttigieg (* 1963), ehemaliger Fußballspieler und seit 2009 Nationaltrainer
- Daphne Caruana Galizia (1964–2017), Journalistin und Bloggerin
- George Pullicino (* 1964), Politiker (Nationalist Party)
- Antoine Camilleri (* 1965), römisch-katholischer Erzbischof und Diplomat des Heiligen Stuhls
- Adrian Delia (* 1969), Jurist und Politiker
- Ira Losco (* 1981), Sängerin
- Kevin Sammut (* 1981), ehemaliger Fußballspieler
- Brian Cini (* 1996), Snookerspieler

## Städtepartnerschaft
2004 wurde mit dem französischen Les Sables-d’Olonne im Département Vendée eine Städtepartnerschaft geschlossen.